# Gino Bonichi
Gino Bonichi, noto anche con lo pseudonimo di Scipione e più raramente come Scipione Bonichi (Macerata, 25 febbraio 1904 – Arco, 9 novembre 1933), è stato un pittore e scrittore italiano.

## Biografia

### Infanzia e giovinezza
Marchigiano per nascita dove il padre Serafino era capitano di amministrazione nel Distretto militare, ultimogenito di 6 fratelli, Gino si trasferì con la famiglia a Roma nel 1909. Nel 1919 si manifestarono i primi segni della tubercolosi contratta in seguito ad una polmonite, per cui fu ricoverato in sanatorio, dove rimase fino al 1924.

### 1925-1933: Scipione e la "Scuola romana"

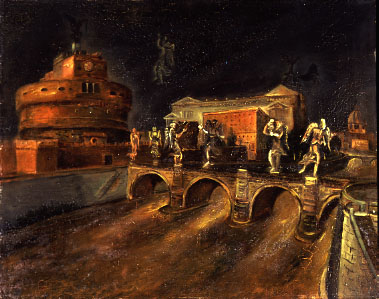
Il ponte degli angeli (1930)

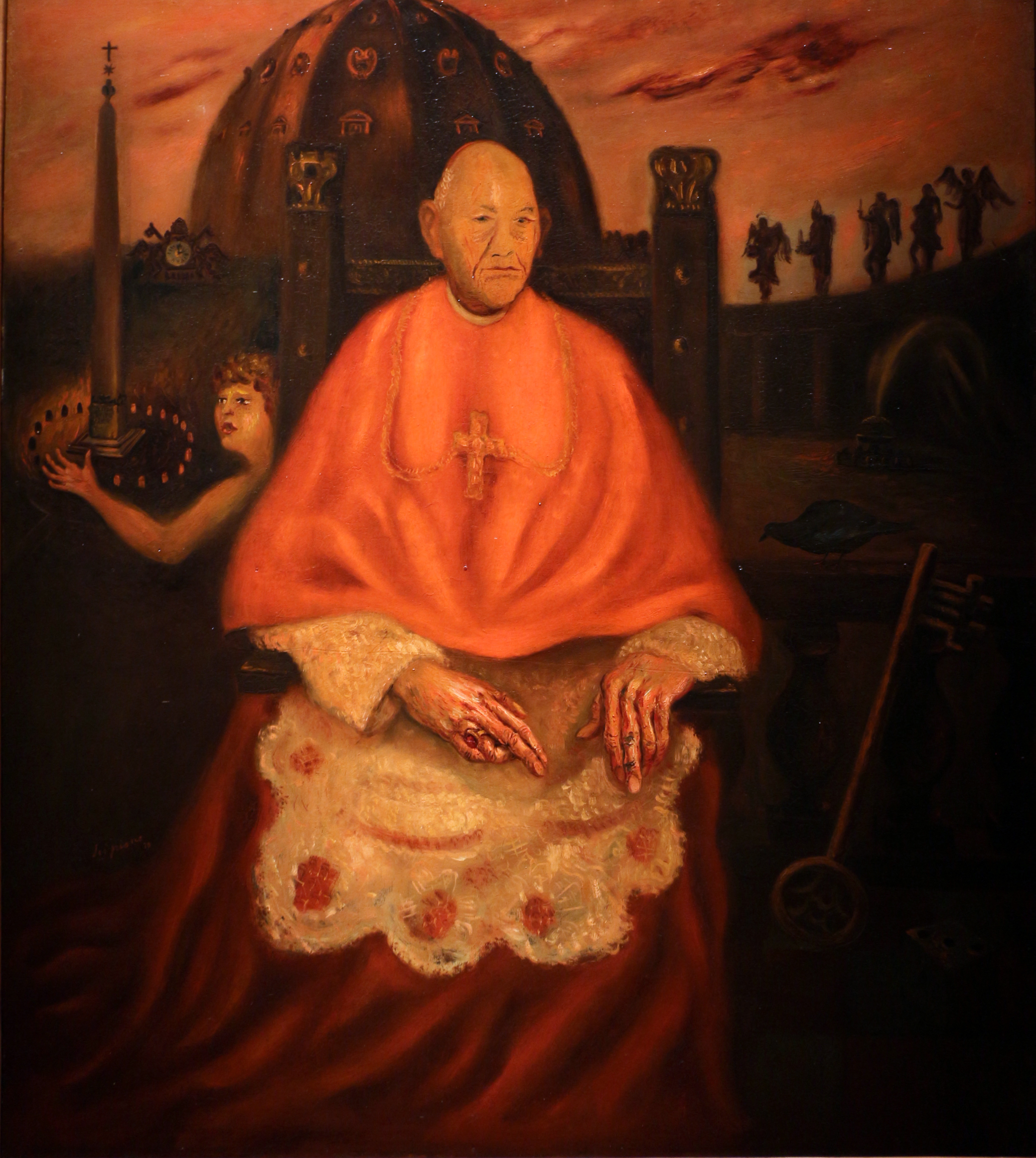
Scipione, Cardinale decano (1930), Galleria d'arte moderna di Roma Capitale

Già nel 1924 Scipione, assieme a Renato Marino Mazzacurati, conobbe il pittore Mario Mafai iniziando a frequentare la casa di via Cavour, ed incontrando anche Antonietta Raphaël. I quattro si iscrissero nel 1925 alla Scuola libera del nudo a Roma ma nel 1925 entrambi dovettero lasciare l'Accademia per una disputa con il direttore. In questo periodo, uno dei luoghi di frequentazione era la Biblioteca distorta dell'arte dell'Accademia di belle arti di Roma.
Nel 1928 Scipione fondò con Mario Mafai, Renato Marino Mazzacurati e Antonietta Raphaël la Scuola romana, detta anche "Scuola di via Cavour", un gruppo di artisti attivo a Roma che si opponeva al movimento conservatore "Novecento". Anche se la "Scuola romana" fu così chiamata, i tre non ebbero mai una vera comunità di intenti, al di la dei rapporti amicali, dei luoghi comuni vissuti e della comune avversione al "Novecento" rimproverata di conservatorismo, tendenza fascista e Neoromanticismo.
Nell'estate del 1929 un lungo soggiorno a Collepardo dona a Scipione, per unanime riconoscimento della critica, vigore e maturità artistica. Nel 1930 fu inserito nella XVII Esposizione internazionale d'arte di Venezia con il suo Ritratto del cardinale Vannutelli e nel 1931 nella I Quadriennale nazionale d'arte di Roma dove presentò, tra le altre opere, anche il suo Ritratto di Ungaretti. Nel 1931 e nel 1932 partecipò alle mostre Sindacali di Roma.
In questi anni collaborò poi con L'Italia Letteraria, per cui realizza disegni e copertine. Nel 1931 fondò assieme a Mazzacurati, la rivista Fronte che uscì per due numeri, ma che vantava firme come Giuseppe Ungaretti, Alberto Moravia ed Alberto Savinio. Purtroppo, proprio in quell'anno, la tubercolosi di Scipione si aggravò, portandolo alla morte a soli 29 anni nel sanatorio di Arco di Trento il 9 novembre del 1933.

### I riconoscimenti dopo la morte
I quadri di Scipione sono caratterizzati da grande energia e nervosità, espresse con l'uso di colori accesi. Le sue vedute di Roma sono contrassegnate da colori scuri e forme opprimenti e angosciose. Scipione fu anche disegnatore, poeta e scrittore. Le sue opere hanno fama internazionale e vennero esposte nella mostra documenta 1 del 1955 a Kassel. Nel 1951 il Comune di Macerata istituì il Premio Scipione con lo scopo di focalizzazione e ricerca delle nuove tendenze dell'Arte contemporanea, onorando allo stesso tempo la memoria dell'artista.

## Documentari
- La terra ha tutti i nascondigli - L'arte poetica di Scipione, scritto da Giorgio Cappozzo, prodotto dall'Archivio della Scuola romana, intervista a Paolo Mauri, voce narrante di Marco Foschi.

## Scipione nei musei
- Museo Novecento di Firenze
- Museo Palazzo Ricci di Macerata